# Pavel Švagr
Pavel Švagr (* 23. července 1962 Příbram) je český dopravní expert, od roku 2014 předseda Správy státních hmotných rezerv ČR, v letech 2000 až 2007 ředitel Státního fondu dopravní infrastruktury, v letech 1998 až 2002 a opět od roku 2010 zastupitel města Sedlčany, bývalý člen ČSSD.

## Život
Vystudoval Vysokou školu ekonomickou v Praze, kde poté působil jako odborný asistent. V roce 1989 úspěšně obhájil disertační práci a získal titul CSc.
V letech 1990 až 2000 působil na Katedře drobného podnikání a Katedře managementu VŠE v Praze. Zároveň v letech 1998 až 2000 pracoval jako poradce ministra pro místní rozvoj ČR. V roce 2000 stál u zrodu Státního fondu dopravní infrastruktury a do roku 2007 byl jeho ředitelem.
V červenci 2008 se stal náměstkem generálního ředitele pro ekonomiku na Správě železniční dopravní cesty. V říjnu téhož roku nastoupil na České dráhy jako poradce ekonomického náměstka. Představenstvo ČD ho poté v květnu 2009 jmenovalo do funkce náměstka generálního ředitele pro personální záležitosti. V této funkci působil až do srpna 2013. Krátce také působil jako člen představenstva ČD.
Dne 12. února 2014 byl jmenován Vládou ČR do funkce předsedy Správy státních hmotných rezerv ČR.
Pavel Švagr žije ve středočeských Sedlčanech.

## Politické působení
V komunálních volbách v roce 1998 byl jako nezávislý zvolen zastupitelem města Sedlčany na Příbramsku. Ve volbách v roce 2002 však jako nestraník za SNK mandát neobhájil, neuspěl ani ve volbách v roce 2006 jako nezávislý na kandidátce s názvem SNK Sedlčan. Následně se stal členem ČSSD a za tuto stranu byl ve volbách v roce 2010 znovu zvolen zastupitelem města. Ve volbách v letech 2014 a 2018 svůj mandát obhájil.
V roce 2021 neuhradil členský příspěvek a přestal tak být členem ČSSD.